# Lógica trivalente
Se llama lógica ternaria o lógica trivalente a cualquier sistema lógico multivaluado en el que hay tres valores de verdad, indicando Verdadero, Falso y algún otro valor indeterminado. Esto contrasta con las más comunes lógica bivalentes (tales como la clásica lógica proposicional o la lógica booleana), que contemplan únicamente Verdadero o Falso. La idea fundamental de la lógica trivalente fue formulada por Łukasiewicz, Lewis y Sulski. Después de ellos, fue reformulada de forma axiomática y algebraica por Grigore Moisil, y extendida a lógicas n, valuadas en 1945.

## Historia
Ya en 1902 Charles Peirce observó que la lógica bivalente constituye apenas la hipótesis más simple. Para muchas situaciones, tanto cotidianas como técnicas, es preciso considerar más valores de verdad e incluso infinitos de tales valores. Por supuesto, el primer paso en esa dirección consiste en estudiar lógicas con tres valores de verdad. Es apenas obvio que estas lógicas, para ser consideradas como tales, deben conocer también una presentación sintáctica formal. Sin embargo en este trabajo la exposición se limita a la presentación puramente semántica de algunas de tales lógicas.
Los historiadores de la matemática consideran que la primera lógica trivalente fue publicada en 1920 por Jan Lukasiewicz. En su versión semántica los conectivos fundamentales son: negador(¬), conjunción (^) , disyunción (v) e implicación (→).
En la misma época de Łukasiewicz  pero de manera independiente el matemático Emil Post propuso otra lógica trivalente. En realidad en el significativo artículo el autor introduce una lógica con m valores de verdad para cualquier entero mayor que 2. Los conectivos fundamentales escogidos por Post, particularizados a m = 3, son la disyunción(V) y la negación(~) . El conectivo V es la misma disyunción definida por Łukasiewicz pero la negación es diferente, de hecho se observa que el conectivo de Post ~ es cíclico. En esta lógica tampoco vale el principio del tercio excluso. En su brillante artículo, entre otros resultados importantes Post demostró que todos los conectivos de cualquier lógica trivalente pueden expresarse como combinación de estos dos conectivos.

## Semántica trivalente
La semántica trivalente surge de la necesidad de querer razonar (a pesar de indefiniciones existentes) un problema a tratar. Por ejemplo: dividir por cero o calcular la raíz cuadrada de un número negativo, o por ejemplo, queremos evitar comparar un valor definido contra una expresión que está indefinida. La solución es usar tres "valores de verdad": verdadero (1), falso (0) e indefinido (1/2 o U) o también llamado indeterminado o desconocido, es decir, ni verdadero ni falso. 
Hay dos tipos de semántica para lógica trivalente, la de interpretaciones y la de valoraciones. Las dos definen los mismos conceptos semánticos pero son formalmente distintas. La semántica de valoraciones es más fácil de usar pero la de interpretaciones nos ofrece una visión mejor de la estructura del planteamiento a seguir e incluso en ocasiones es imprescindible.

### Interpretación de las expresiones (ámbito de la semántica)
Las interpretaciones en el campo de la semántica en la lógica trivalente son:
- True siempre vale 1

- False siempre vale 0

- 1/2 (ó U) siempre vale indefinido (o indeterminado). NULL es un ejemplo de una interpretación de tipo indefinido.

- Se extienden las interpretaciones clásicas de negación (¬), conjunción (^), disyunción (v) , implicación  (→) y bicondicional  (↔).

También es conocida como semántica secuencial o de cortocircuito porque el valor de una expresión está determinado por el valor de las subexpresiones, considerándolas de izquierda a derecha. Solamente se consideran las subexpresiones necesarias para tal determinación y el valor de estas subexpresiones restantes es ignorado (por lo que pueden estar indefinidas).

## Tabla de verdad básica
La siguiente tabla de verdad muestra las operaciones lógicas de la lógica de Kleene. Las referencias OR, AND y NOT (O, Y, NO) están en inglés porque así se las utiliza en aplicaciones informáticas.
| A | B | A OR B | A AND B | NOT A |
| - | - | ------ | ------- | ----- |
| T | T | T      | T       | F     |
| T | U | T      | U       | F     |
| T | F | T      | F       | F     |
| U | T | T      | U       | U     |
| U | U | U      | U       | U     |
| U | F | U      | F       | U     |
| F | T | T      | F       | T     |
| F | U | U      | F       | T     |
| F | F | F      | F       | T     |

| A | B | A → B | A ↔ B |
| - | - | ----- | ----- |
| T | T | T     | T     |
| T | U | U     | U     |
| T | F | F     | F     |
| U | T | T     | U     |
| U | U | T     | T     |
| U | F | U     | U     |
| F | T | T     | F     |
| F | U | T     | U     |
| F | F | T     | T     |

| A | B | A → B | A ↔ B |
| - | - | ----- | ----- |
| T | T | T     | T     |
| T | U | U     | U     |
| T | F | F     | F     |
| U | T | T     | U     |
| U | U | U     | T     |
| U | F | U     | U     |
| F | T | T     | F     |
| F | U | T     | U     |
| F | F | T     | T     |

Como podemos ver, la lógica de Łukasiewicz y la lógica de Klenee difieren en el tratamiento de la operación de implicación lógica. Este hecho se debe a que Kleene hace un tratamiento diferente del concepto de tautología. La lógica de Kleene no posee tautologías (fórmulas válidas) porque siempre que existan componentes atómicos de una fórmula bien formada que tengan como valor de verdad una indeterminación, la fórmula en sí misma también debe tener un valor indeterminado. Sin embargo, la falta de fórmulas válidas no significa que carezca de argumentos válidos o reglas de inferencia pues un argumento es semánticamente válido en lógica de Kleene si todas sus interpretaciones son modelos, esto es que sean verdaderas.
En esta tabla, el valor Desconocido puede entenderse metafóricamente como una caja cerrada que tanto puede contener un Verdadero como un Falso. No existe la posibilidad de que un Desconocido contenga la posibilidad de Verdadero o Falso. Sin embargo, algunas operaciones que involucren a un Desconocido pueden dar un resultado no ambiguo. Por ejemplo, ya que Verdadero o Verdadero es Verdadero, y que Verdadero o Falso también es Verdadero, es posible inferir que Verdadero o Desconocido también es Verdadero.

## Aplicaciones de las lógicas trivalentes en el ámbito matemático e informático

### Aplicaciones en el ámbito matemático
Hay tres temas principales dentro de la matemática que se relacionan con la lógica polivaluada (MVL):
- La primera es la teoría matemática de conjuntos difusos y el análisis matemático de razonamiento "difuso" o aproximado. En ambos casos se hacen referencia a sistemas de MVL.

- El segundo tema, estrechamente ligado a la lógica trivalente, hace hincapié en enfoques hacia pruebas que aporten consistencia a una teoría determinada mediante un sistema adecuado de MVL.

- Por último, existe una referencia – a menudo expresada únicamente de manera implícita – a las ideas básicas del MVL en pruebas de independencia (p. ej. para sistemas de axiomas o axiomáticos) que a menudo se refieren a matrices lógicas con más de dos grados de verdad. Sin embargo, aquí la MVL es una herramienta puramente técnica (que no aporta un significado práctico) ya que en estas pruebas de independencia uno no está interesado en una comprensión intuitiva de los grados de verdad.

### Aplicaciones en el diseño de Hardware
La lógica proposicional clásica se utiliza como una herramienta técnica para el análisis y la síntesis de algunos tipos de circuitos eléctricos de "interruptores" con dos estados (en este ámbito refiriéndonos a niveles de tensión). Una generalización algo sencilla permite el uso de una lógica polivaluada para analizar circuitos de similares "interruptores" con varios estados. Esta todo campo de aplicación de la lógica de muchos valores se denomina lógica fuzzy o difusa de conmutación, debido a los diferentes estados posibles.

### Aplicaciones en la Inteligencia Artificial
La inteligencia artificial, AI (del inglés, artificial intelligence), es realmente el campo más prometedor, que ofrece una serie de ámbitos en los que se han utilizado sistemas de multivaluados, MVL (del inglés, multi-valued logics) debido a su posibilidad para abarcar un rango más amplio de estados.
Una primera área de aplicación la encontramos muy relacionada con la posibilidad de representar preocupaciones, sentido común, razonamientos, etc. por medio herramientas matemáticas como conjuntos difusos y lógica difusa (del inglés, fuzzy logic).
Una segunda área de aplicación, relacionada con la anterior viene dada por la automatización de datos y minería de conocimiento. Aquí, merecen especial mención los métodos de clustering (procedimiento basado en la unión de vectores que reúnen una determinada característica). En este contexto también se están desarrollando técnicas que automatizen sistemas MVL, así como en los métodos de la lógica de programación para dichos sistemas. Parte de esta tendencia se debe al desarrollo reciente de las lógicas de descripción generalizada, llamadas lógicas de descripción difusa, que permiten la inserción de herramientas técnicas (grados de verdad, conectivas, predicados graduales) procedentes de MVL.

## Trivalencia equitativa lógica
Hay ocasiones en las que el tercer valor denominado aquí como desconocido es simplemente un elemento adicional en el cuerpo de valores de verdad, y no una combinación conceptual de parcialidades de los valores verdadero y falso. En esta situación de equivalencia, todos los valores son independientes entre ellos, dando lugar a simetrías en la existencia de operaciones lógicas.

Así, estas operaciones son interpretadas como funciones aplicadas en el cuerpo de valores de verdad {\displaystyle \mathbb {A} }, en el caso de la lógica trivalente {\displaystyle \mathbb {A} =\{a_{1},a_{2},a_{3}\}}.